# Ancien hôtel de ville de Commercy
L’ancien hôtel de ville de Commercy est un édifice du XVIIIe siècle situé dans la ville de Commercy, dans la Meuse en région Grand Est, qui a servi d'hôtel de ville jusqu'au transfert des services de la mairie au château de Commercy. 

## Histoire
L'édifice est bâti en 1760 sur les plans de l'architecte Charles-Louis de Montluisant sous la surveillance de Joseph Liouville et Pierre Verneau, architectes respectivement à Euville et Commercy. Il fait l'objet de plusieurs autres campagnes de construction : 1803, 1848, 1861. 
Il est inscrit aux monuments historiques en 1926. Puis ses façades et toitures, y compris la galerie du rez-de-chaussée, l'escalier avec sa rampe en fer forgé et sa cage, et l'ancienne salle du bailliage au premier étage avec son décor, sont classés par arrêté du 12 octobre 1983.